# Trichloormethylbenzeen
Trichloormethylbenzeen (vaak ook benzotrichloride genoemd), en iets netter (trichloormethyl)-benzeen is een organische verbinding van een benzeenring en chloor, met als brutoformule C7H5Cl3, iets meer inzicht op de structuur van de verbinding geeft: C6H5CCl3. Het is een heldere en kleurloze vloeistof, die matig oplosbaar is in water. De stof wordt meestal gebruikt als tussenproduct in de synthese van andere organische verbindingen.

## Synthese
Trichloormethylbenzeen wordt gesynthetiseerd door een chloreringsreactie van tolueen, die verloopt in 3 stappen, waarbij benzylchloride en benzalchloride als intermediairen ontstaan:
{\displaystyle {\ce {C6H5CH3 + Cl2 -> C6H5CH2Cl + HCl}}}
{\displaystyle {\ce {C6H5CH2Cl + Cl2 -> C6H5CHCl2 + HCl}}}
{\displaystyle {\ce {C6H5CHCl2 + Cl2 -> C6H5CCl3 + HCl}}}

## Reacties
Trichloormethylbenzeen kan worden gehydrolyseerd tot benzoylchloride:
{\displaystyle {\ce {C6H5CCl3 + H2O -> C6H5C(O)Cl + 2 HCl}}}
In een reactie met kaliumfluoride kan de stof worden omgezet in trifluormethylbenzeen:
{\displaystyle {\ce {C6H5CCl3 + 3 KF -> C6H5CF3 + 3 KCl}}}